# Romane Guéret
Romane Guéret est une réalisatrice et scénariste française Elle a notamment coréalisé avec Lise Akoka le film Les Pires qui a obtenu le prix Un certain regard au Festival de Cannes 2022.

## Biographie
Après des études de cinéma à la Sorbonne, Romane Guéret commence à travailler en tant qu'assistante de casting. Elle rencontrera à cette occasion Lise Akoka, avec laquelle elle réalisera ses futurs projets.
Son premier long-métrage Les Pires, coréalisé avec Lise Akoka, a obtenu le prix Un certain regard au Festival de Cannes 2022.

## Filmographie
Elle est coscénariste de tous ses films.

### Réalisatrice
- 2015 : Chasse royale (court-métrage)
- 2020 : Tu préfères (websérie)[4]
- 2022 : Les Pires
- 2025 : Ma frère[5]

## Distinctions

### Récompenses
- Festival de Cannes 2022 : Prix Un Certain Regard pour Les Pires[1]
- Prix SACD 2023 : Prix Nouveau Talent Cinéma[6]

### Nominations
- César 2017 : Meilleur court-métrage pour Chasse royale